# 祥原郡
祥原郡（：／ Sangwŏn gun */?）是朝鮮民主主義人民共和國黃海北道北部的一個郡，東北、西北鄰平壤直轄市，北臨南江。面積490平方公里，2008年人口92,831人。下分1邑、1勞動者區、21里。
1413年設郡，原屬平安道、1896年屬平安南道，1963年劃歸平壤市。2010年劃歸黃海北道。